# Ctenichneumon inspector
Ctenichneumon inspector är en stekelart som först beskrevs av Wesmael 1845.  Ctenichneumon inspector ingår i släktet Ctenichneumon och familjen brokparasitsteklar. Arten är reproducerande i Sverige. Inga underarter finns listade i Catalogue of Life.